# Vaena filigranata
Vaena filigranata är en fjärilsart som beskrevs av Felix Bryk 1913. Vaena filigranata ingår i släktet Vaena och familjen mätare. Inga underarter finns listade i Catalogue of Life.